# Schwarzbau
Als Schwarzbau wird ein Bauwerk bezeichnet, das illegal errichtet wurde, etwa weil es gegen Vorgaben des Baurechts verstößt, eine Baugenehmigung fehlt oder von letzterer grob abgewichen wurde. Es ist zum Teil möglich, dass Schwarzbauten im Nachhinein legalisiert werden oder aufgrund einer amtlichen Verfügung abgerissen werden müssen.

## Deutschland
Der Begriff ist in Deutschland nicht legal definiert, wird jedoch von der deutschen Rechtsprechung regelmäßig verwendet. Schwarzbauten kommen sowohl im Innenbereich als auch im Außenbereich vor. Über die Anzahl von Schwarzbauten in Deutschland kann nur spekuliert werden. Manche Schwarzbauten werden – teils unter Auflagen seitens der Aufsichtsbehörde, etwa in Form eines Veränderungsverbots am Bauwerk – geduldet. Ein Bestandsschutz für Schwarzbauten besteht grundsätzlich nicht.
Ein Beispiel einer über Jahrzehnte geduldeten und schließlich nachträglich legalisierten, größeren Ansammlung von Schwarzbauten in Deutschland ist die mehrheitlich von Kriegsflüchtlingen und Heimatvertriebenen errichtete Trinkl-Siedlung in München.